# Смольне (Західнопоморське воєводство)
Смольне (пол. Smolne) — село в Польщі, у гміні Бендзіно Кошалінського повіту Західнопоморського воєводства.
Населення — 153 особи (2011).

## Демографія
Демографічна структура станом на 31 березня 2011 року:
|          | Загалом | Допрацездатний вік | Працездатний вік | Постпрацездатний вік |
| -------- | ------- | ------------------ | ---------------- | -------------------- |
| Чоловіки | 77      | 21                 | 49               | 7                    |
| Жінки    | 76      | 20                 | 41               | 15                   |
| Разом    | 153     | 41                 | 90               | 22                   |